# Nemoura kownackorum
Nemoura kownackorum är en bäcksländeart som beskrevs av Sowa 1970. Nemoura kownackorum ingår i släktet Nemoura och familjen kryssbäcksländor. Inga underarter finns listade i Catalogue of Life.